# Љуберађа
Љуберађа је насеље у Србији у општини Бабушница у Пиротском округу. Према попису из 2011. године било је 202 становника а 2022. било је 102 становника.
На самом улазу у село се налази Комаричко врело - скуп извора који се већим делом користе за добијање пијаће воде за регионални водовод (Бабушница - Ниш). У селу се налази и основна школа „Светозар Марковић“ .
На дан Светог Илије, 2. августа, се у селу одржавају вашар, турнир у малом фудбалу и фестивал „Комаричке вечери“.

## Положај
Село се налази 6 km југозападно од Бабушнице. Кроз насеље пролази пут Пирот—Бабушница—Власотинце—Лесковац и протиче река Лужница. У скоро самом центру села се река Мурговица улива у реку Лужницу.

## Историја
Љуберађа се први пут спомиње у званичним списима 1878. године када постаје седиште "Љуберажданске" општине, Указом Краља од 15. маја 1925. године насеље је добило статус варошице. До 1941. године била је највећи економски и услужни центар Лужнице. Називају је "једна од најздравијих и најлепших варошица у нашој земљи". Након Другог светског рата седиште општине постаје Бабушница. Током друге половине прошлог века и у овом веку број становника села је у сталном опадању.
У Љуберађи се налази једна од најстаријих цркава у околини "Храм Светог пророка Илије у Љуберађи"

## Занимљивости
У време кад је Љуберађа била општинско место до Другог светског рата и непосредно после рата у насељу је био велики број: воденица,продавница, локала и занатских радњи. У то време пијачни дан је био среда и тада би у село долазио велики број људи из околних села.
За вашар "Светог Илију" је било једно од највећих окупљања људи из околине и тада се много пазарило и веселило.
Године 1933. браћа Ракић су у свој млин на реци Лужници уградили електрогенератор снаге 5 киловата. У почетку је електрична енергија коришћена само за рад млина и осветљење куће а 1937 године и за улично осветљење.
Године 1934. па све до почетка Другог светског рата у Љуберађи је инсталиран и коришћен рендгенски апарат у оквиру ординације доктора Драгомира Стефановића. Током рата рендген је демонтиран и одведен у Бугарску за Софију.
Године 1937. почела је изградња друге електричне централе (Доња већа централа) која је завршена 1940. године уградњом "Франсисове турбине".
1951. године за потребе предузећа "Лужница Бабушница" се "Турска воденица" преправља у електричну централу.

## Демографија
У насељу Љуберађа живи 253 пунолетна становника, а просечна старост становништва износи 52,5 година (50,1 код мушкараца и 54,8 код жена). У насељу има 122 домаћинства, а просечан број чланова по домаћинству је 2,35.
Ово насеље је великим делом насељено Србима (према попису из 2002. године), а у последња три пописа, примећен је пад у броју становника.
|  |

| Демографија | Демографија | Демографија |
| Година      | Становника  | Становника  |
| ----------- | ----------- | ----------- |
| 1948.       | 925         |             |
| 1953.       | 757         |             |
| 1961.       | 738         |             |
| 1971.       | 583         |             |
| 1981.       | 524         |             |
| 1991.       | 368         | 364         |
| 2002.       | 287         | 288         |
| 2011.       | 202         |             |
| 2022.       | 102         |             |

| \| \| м \| \| \| ж \| \| ? \| 0 \| \| \| 0 \| \| 80+ \| 10 \| \| \| 11 \| \| 75—79 \| 7 \| \| \| 17 \| \| 70—74 \| 11 \| \| \| 16 \| \| 65—69 \| 26 \| \| \| 17 \| \| 60—64 \| 9 \| \| \| 16 \| \| 55—59 \| 7 \| \| \| 6 \| \| 50—54 \| 9 \| \| \| 10 \| \| 45—49 \| 13 \| \| \| 8 \| \| 40—44 \| 6 \| \| \| 11 \| \| 35—39 \| 2 \| \| \| 2 \| \| 30—34 \| 5 \| \| \| 1 \| \| 25—29 \| 7 \| \| \| 6 \| \| 20—24 \| 7 \| \| \| 6 \| \| 15—19 \| 10 \| \| \| 10 \| \| 10—14 \| 7 \| \| \| 3 \| \| 5—9 \| 3 \| \| \| 3 \| \| 0—4 \| 3 \| \| \| 2 \| \| Просек : \| 50,1 \| \| \| 54,8 \| |      |  |  |      |
| |      |  |  |      |
| | м    |  |  | ж    |
| ? | 0    |  |  | 0    |
| 80+ | 10   |  |  | 11   |
| 75—79 | 7    |  |  | 17   |
| 70—74 | 11   |  |  | 16   |
| 65—69 | 26   |  |  | 17   |
| 60—64 | 9    |  |  | 16   |
| 55—59 | 7    |  |  | 6    |
| 50—54 | 9    |  |  | 10   |
| 45—49 | 13   |  |  | 8    |
| 40—44 | 6    |  |  | 11   |
| 35—39 | 2    |  |  | 2    |
| 30—34 | 5    |  |  | 1    |
| 25—29 | 7    |  |  | 6    |
| 20—24 | 7    |  |  | 6    |
| 15—19 | 10   |  |  | 10   |
| 10—14 | 7    |  |  | 3    |
| 5—9 | 3    |  |  | 3    |
| 0—4 | 3    |  |  | 2    |
| Просек : | 50,1 |  |  | 54,8 |

| Година пописа     | 1948. | 1953. | 1961. | 1971. | 1981. | 1991. | 2002. |
| ----------------- | ----- | ----- | ----- | ----- | ----- | ----- | ----- |
| Број домаћинстава | 166   | 162   | 175   | 169   | 175   | 142   | 122   |

| Број чланова      | 1  | 2  | 3  | 4 | 5 | 6 | 7 | 8 | 9 | 10 и више | Просек |
| ----------------- | -- | -- | -- | - | - | - | - | - | - | --------- | ------ |
| Број домаћинстава | 41 | 44 | 14 | 8 | 8 | 6 | 0 | 1 | 0 | 0         | 2,35   |

| Пол    | Укупно | Неожењен/Неудата | Ожењен/Удата | Удовац/Удовица | Разведен/Разведена | Непознато |
| ------ | ------ | ---------------- | ------------ | -------------- | ------------------ | --------- |
| Мушки  | 129    | 32               | 76           | 17             | 2                  | 2         |
| Женски | 137    | 20               | 78           | 37             | 1                  | 1         |
| УКУПНО | 266    | 52               | 154          | 54             | 3                  | 3         |

| Пол    | Укупно                    | Пољопривреда, лов и шумарство | Рибарство                            | Вађење руде и камена | Прерађивачка индустрија       |
| ------ | ------------------------- | ----------------------------- | ------------------------------------ | -------------------- | ----------------------------- |
| Мушки  | 46                        | 7                             | 0                                    | 0                    | 12                            |
| Женски | 24                        | 3                             | 0                                    | 0                    | 7                             |
| Укупно | 70                        | 10                            | 0                                    | 0                    | 19                            |
|        |                           |                               |                                      |                      |                               |
| Пол    | Производња и снабдевање   | Грађевинарство                | Трговина                             | Хотели и ресторани   | Саобраћај, складиштење и везе |
| Мушки  | 2                         | 5                             | 4                                    | 0                    | 2                             |
| Женски | 1                         | 1                             | 4                                    | 0                    | 0                             |
| Укупно | 3                         | 6                             | 8                                    | 0                    | 2                             |
|        |                           |                               |                                      |                      |                               |
| Пол    | Финансијско посредовање   | Некретнине                    | Државна управа и одбрана             | Образовање           | Здравствени и социјални рад   |
| Мушки  | 0                         | 0                             | 5                                    | 2                    | 1                             |
| Женски | 0                         | 0                             | 3                                    | 3                    | 2                             |
| Укупно | 0                         | 0                             | 8                                    | 5                    | 3                             |
|        |                           |                               |                                      |                      |                               |
| Пол    | Остале услужне активности | Приватна домаћинства          | Екстериторијалне организације и тела | Непознато            | Непознато                     |
| Мушки  | 1                         | 0                             | 0                                    | 5                    | 5                             |
| Женски | 0                         | 0                             | 0                                    | 0                    | 0                             |
| Укупно | 1                         | 0                             | 0                                    | 5                    | 5                             |

| Етнички састав према попису из 2002.‍ | Етнички састав према попису из 2002.‍ | Етнички састав према попису из 2002.‍ | Етнички састав према попису из 2002.‍ | Етнички састав према попису из 2002.‍ |
| ------------------------------------ | ------------------------------------ | ------------------------------------ | ------------------------------------ | ------------------------------------ |
|                                      |                                      |                                      |                                      |                                      |
| Срби                                 | Срби                                 |                                      | 285                                  | 99,30%                               |
| Хрвати                               | Хрвати                               |                                      | 1                                    | 0,34%                                |
| Роми                                 | Роми                                 |                                      | 1                                    | 0,34%                                |

| Етнички састав према попису из 2022.‍ | Етнички састав према попису из 2022.‍ | Етнички састав према попису из 2022.‍ | Етнички састав према попису из 2022.‍ | Етнички састав према попису из 2022.‍ |
| ------------------------------------ | ------------------------------------ | ------------------------------------ | ------------------------------------ | ------------------------------------ |
|                                      |                                      |                                      |                                      |                                      |
| Срби                                 | Срби                                 |                                      | 81                                   | 79,4%                                |
| неизјашњени                          | неизјашњени                          |                                      | 16                                   | 15,7%                                |

## Галерија
- Пут за Линово
- Нова школа
- Стара школа
- Стара воденица
- Извор на улазу уЉуберађу из правца Бабушнице
- Љуберађа водопад на Лужници
- Лужница водопад
- Љуберађа зими
- Љуберађа, вашар 2. август
- Центар села
- Поглед са брда
- Неколико кућа 2019.
- Црква у Љуберађи
- Поглед са другог брда на село
- Центар села
- Уметничка слика "Љуберађа под снегом"Милованка Антић
- Љуберађа јануар 2017.г.